# Asterivora
Asterivora là một chi bướm đêm thuộc họ Choreutidae.

## Các loài
- Asterivora albifasciata (Philpott, 1924)
- Asterivora analoga (Meyrick, 1912)
- Asterivora antigrapha (Meyrick, 1911)
- Asterivora barbigera (Meyrick, 1915)
- Asterivora chatuidea (C. Clarke, 1926)
- Asterivora colpota (Meyrick, 1911)
- Asterivora combinatana (Walker, 1863)
- Asterivora exocha (Meyrick, 1907)
- Asterivora fasciata (Philpott, 1930)
- Asterivora homotypa (Meyrick, 1907)
- Asterivora inspoliata (Philpott, 1930)
- Asterivora iochondra (Meyrick, 1911)
- Asterivora lampadias (Meyrick, 1907)
- Asterivora marmarea (Meyrick, 1888)
- Asterivora microlitha (Meyrick, 1888)
- Asterivora ministra (Meyrick, 1912)
- Asterivora nivescens (Philpott, 1926)
- Asterivora oleariae Dugdale, 1979
- Asterivora symbolaea (Meyrick, 1888)
- Asterivora tillyardi (Philpott, 1924)
- Asterivora tristis (Philpott, 1930)
- Asterivora urbana (C. Clarke, 1926)
- Asterivora zomeuta (Meyrick, 1912) (mostly treated as a đồng nghĩa của Asterivora combinatana)